# قمری دم‌دراز
قمری دُم‌دراز (نام علمی: Oena capensis) پرندهای است دانه خوار، (به عربی: به آن  یَمام ذیل طَویل ) (البالوم)، می‌گویند. این پرنده به‌شکل اساسی پرنده‌ای مقیم در منطقه است، اما گاه وقتی در مناطق صحراوی کویت، امارات متحده عربی، عربستان سعودی، سلطنت عمان، قطر و بحرین دیده می‌شود. پرنده‌ای نیمه مهاجر است.

## ویژگی‌های زیستی
این پرنده حدود ۲۹ سانتیمتر همراه بادم، (دمش ۹ سانتیمتر) است. در تمام مراحل زندگی، چانه‌اش کم‌رنگ و شکم و پوش‌پرهای زیر دم آن سیاه است. سطح پشتش خرمایی پررنگ است. نر وماده اختلاف کامل دارند، سینه نر و پیشانی یک لکه پهن سیاه‌رنگ دارد. زیرتنه پرنده ماده مایل به سفید و پر زیر دمش به رنگ سیاه است، صدایی منخفظ و غمگین مانند: ((هو، هو، هو، هو، هو) و گاه وقتی نیز برنده نر صدای (کوو) عمیق درمی‌آورد.

## جفت‌گیری وتخم‌گذاری
پس از جفت‌گیری قمری دُم‌دراز ماده ۲ تخم می‌گذارد که به رنگ سفید شیری است. مدت ۳ هفته روی تخم‌ها می‌خوابد و سپس جوجه‌ها از تخم بیرون می‌آیند. تا مدت ۴ روز توانایی بینایی ندارند.

## زیستگاه
زیستگاه «قمری دُم‌دراز» بیشتر در واحه‌ها، و بیشه‌های سرسبز، نخلستان، کنار جویبار و واحههای نزدیک روستاها است مانند: مناطق و باغ‌های فنطاس در کویت، و در بوته زارها ودرختان و مناطق کشاورزی زندگی می‌کند. روی شاخه‌های درخت و در مناطق مختلف و بوته‌زارها و علفزارها لانه می‌سازد. لانه‌أش از خار و خاشاک و الیاف گیاهی، و گاهی از شاخه‌های کوچک درختان و برگ‌های خشک است.

## نگارخانه

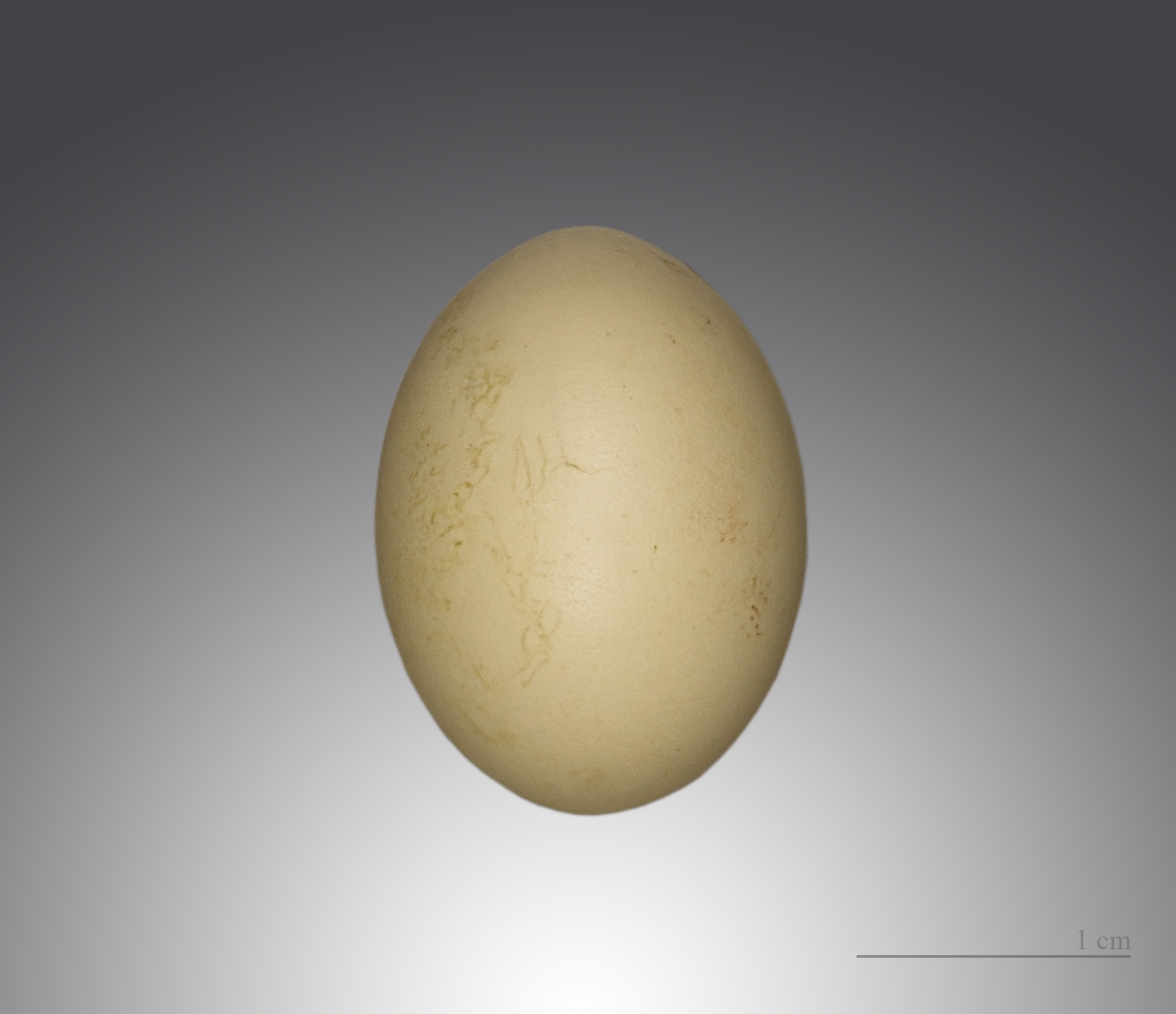
Oena capensis